# خالد آل جبيع
خالد فهد آل جبيع (مواليد 1 أغسطس 1999) هو لاعب كرة قدم سعودي يلعب في نادي النجوم.
مثل نادي الهلال في الفئات السنية وصعد للفريق الأول في عام 2018 و أعير إلى نادي العدالة في صيف 2019 و أعير إلى نادي الشعلة مطلع عام 2020 و بعدها لعب مع نادي الشعلة ونادي الفيصلي ونادي النجوم.

## وصلات خارجية
- خالد آل جبيع على موقع Soccerway.com (الإنجليزية)
- خالد آل جبيع على موقع كووورة